# Juan María de Salvatierra
Juan María de Salvatierra y Vizconti (Visconti) (Milán, Italia; 15 de noviembre de 1648-Guadalajara, México; 17 de julio de 1717) fue un misionero jesuita italiano, fundador de Loreto el 25 de octubre de 1697.

## Biografía
Fue el menor de cinco hijos del matrimonio hispano-italiano de Juan de Salvatierra, descendiente de una rica familia de Andújar, en Andalucía, y de Beatrice Visconti, emparentada con los Duques de Milán. Juan María paso su infancia en los límites de las provincias de Milán y Emilia. Vivió algunos años en Cremona con su hermana Constanza, casada con el gobernador de ese lugar; y posteriormente nuevamente en Milán, a lado de su madre. Tenía seis años de edad cuando murió su padre.
Estando en Milán, tendría 12 años cuando ingresó al célebre colegio de nobles en Parma. Ahí durante cuatro años, estudió letras, música, esgrima, latín y francés; el castellano y el italiano los practicaba en el hogar. Un día oyendo en el refectorio una lectura acerca de las misiones en China, empezó a despertarse en él la vocación de ser misionero. De 1666 a 1668 estudió filosofía y el 10 de julio de 1668 entró  finalmente al noviciado de la Compañía de Jesús en Génova, Italia, y luego en Chieri. Le enviaron a México en 1675, en donde terminó sus estudios en el Colegio Mayor de Tepotzotlán, (en el actual Estado de México). Durante varios años impartió la clase de retórica en el Colegio de Puebla. Hacia el mes de abril de 1680 emprendió un largo camino hacia el noroeste puesto que fue destinado a la comarca conocida como sierra de Chínipas hoy Chihuahua.

## Inicia su apostolado
Solicitó y obtuvo permiso para impartir el evangelio entre los indios tarahumaras en el norte de la Nueva España, fue destinado a la Misión de Chínipas en los más recóndito de la sierra tarahumara del hoy estado de Chihuahua, vivió entre ellos por espacio de diez años dedicado a pacificar y reducir a la civilización a los nativos, fundando varias misiones en el lugar.
Posteriormente fue nombrado Visitador de Misiones en Sonora y Sinaloa, y allí en 1691, al recorrer las misiones que estaban a cargo del Padre Eusebio Francisco Kino, se enteró por este de las condiciones en que vivían los indios californios. Allí les nació la idea de no descansar hasta lograr la conquista espiritual de los nativos, y tomaron el propósito de restablecer las misiones en las Californias, lugar que no había podido ser conquistado por la espada. 
Con fervor misionero iniciaron los trabajos para obtener los permisos y los elementos materiales para llevar a cabo la empresa. A finales de 1696 el padre Salvatierra fue llamado a la ciudad de México por el Provincial de la orden, donde se le comunicó que se le otorgaba el permiso y se les daban las licencias necesarias para proceder a la evangelización de California. Sin embargo, se le comunicó 
que por el momento y dadas las circunstancias en que fracasaron todos los intentos anteriores de colonizar esas tierras, y en vista de que la última expedición de la que había formado el Padre Kino había costado una fortuna a la Corona, no habría esta vez ningún tipo de ayuda y correría por cuenta del propio Salvatierra el obtener el patrocinio necesario para el transporte, alimentación y seguridad de los misioneros y sus auxiliares.
Dice el Padre Francisco Javier Alegre en su obra "Historia de la Compañía de Jesús en la Nueva España": Luego que el Padre Juan María se vio autorizado con la licencia del padre provincial para emprender aquel viaje, no pensó más que en buscar, como se le mandaba, los socorros necesarios. Entre muchas ricas y piadosas personas que ya desde antes le habían ofrecido su ayuda, juntó en breve tiempo quince mil pesos. Se singularizó la piedad de los Sres. D. Alfonso Dávalos, conde de Miravalle y Dn. Mateo Fernández de la Cruz, marqués de Buena Vista, que dieron cada uno mil pesos en efectivo. De los otros trece mil los tres se juntaron en efectivo y los diez en promesas de diferentes republicanos. Dn. Pedro Gil de la Sierpe, Tesorero de Acapulco, ofreció proporcionar una galeota para el viaje y otro bastimento para el transporte de víveres.
Prosigue el Padre Francisco Javier Alegre: A costa de no pocas vergüenzas y desaires que tuvieron que soportar los padres Salvatierra y Juan de Ugarte, que se le dio desde luego por compañero, juntaron otros nueve mil pesos que ofrecieron algunos piadosos para los cinco primeros años. La ilustre congregación de los Dolores, fundada en el Colegio de México algunos años antes, a diligencia del Padre Vidal, su fundador y primer prefecto, dio diez mil pesos para que con sus réditos se sustentase uno de los misioneros y para otros dos dio veinte mil pesos. Dn. Juan Caballero y Ocio, prebístero de Querétaro ofreció al Padre Salvatierra pagar cuantas libranzas vinieran de California firmadas de su mano
Sobre tan sólidos cimientos se procedió a pretender del virrey Dn. José Sarmiento y Valladares, conde de Moctezuma, que desde el año antecedente gobernaba el reyno, la necesaria licencia para aquella expedición.
El fiscal del rey se opuso fuertemente a que se les otorgara la licencia debida, apoyado en cédulas reales que vedaban intentar de nuevo colonización alguna en California, Sin embargo, el Padre Salvatierra hizo valer el interés de la iglesia por la evangelización de los nativos, y el hecho de no pedir nada que afectara el tesoro real fue motivo que el día 6 de febrero de 1697 recibiera la ansiada licencia.
Por su importancia histórica se transcriben partes de la licencia otorgada.
Don Joseph de Sarmiento Valladares, Caballero del Orden de Santiago, Conde de Moctezuma y de Tula, Vizconde de Ilucan, Señor de Monterrozano de la Peza, del Consjo de su Magestad, su Virrey lugar-teniente gobernador y Capitán General de esta Nueva España y Presidente de la Real Audiencia de ella y . . .
Habiendo visto el memorial presentado por el Reverendo Padre Provincial de la Sagrada Religión de la Compañía de Jesús y la carta del Reverendísimo Padre General Tyrso González, en que aprueba con las recomendaciones y satisfacción que de ella consta, la persona de los Padres Juan María de Salvatierra y Eusebio Francisco Kino para la reducción de los gentiles de las Californias, que según los informes del tribunal de la Contaduría (...) y otros socorros que se ejecutaron en la antecedente para la empresa y conversión de los gentiles de la California se gastaron de la real hacienda doscientos y veinte y cinco mil y cuatrocientos pesos sin haberse podido lograr el efecto de conseguirla y que al haberse mandado suspender por entonces esta conquista en cumplimiento de real cédula de veinte y dos de diciembre del año pasado de ochenta y cinco (...)
Nota: El gasto a que hace referencia la licencia es la expedición de 1683 que desembarcó en La Paz (Baja California Sur) al mando del Almirante Isidro de Atondo y Antillón, en dicha expedición que terminó en fracaso participó el Padre Kino.
Por el presente concedo la licencia que piden los dichos Padres Juan María de Salvatierra y Eusebio Francisco Quino de la Compañía de Jesús para la entrada a las Provincias de Californias y que puedan reducir a los gentiles de ellas al gremio de nuestra santa fe Católica; con calidad de que sin orden de su Magestad no se ha de poder librar ni gastar cosa alguna de su real hacienda en esta conquista por ser condición expresa de su allanamiento (...) Mëxico, seis de febrero de mil seiscientos y noventa y siete años. Don Joseph Sarmiento.-Por mando de su Exa.- Francisco de Morales.- Asentado.

## Rumbo a la California
El 17 de noviembre de 1697, el Padre Salvatierra le dirige una carta al Padre Juan de Ugarte desde suelo sudcaliforniano, en la que le dice: Yo llegué a la Provincia de Sinaloa por Semana Santa, y se alentaba toda la gente de estos vecinos españoles para ayudarme en la empresa de plantar la fe en Californias. De Sinaloa salí a la Sierra de Chínipas y Guazapares a ver toda esa gente de Tarahumara, mis hijos. (...) Apenas salí de la Sierra para dirigirme al mar en expectación de las embarcaciones, cuando saltaron unas chispas de un alzamiento en misiones de Tarahumares ... En estos tiempos estaba yo solicitando medios para la entrada a California, y como no llegaban las embarcaciones, me rogaron los Padres de Nuestra Sierra que supuesto era necesario aguardar que me acercase a los hijos ... Así lo hice y subí otra vez a la Sierra en grandes peligros de asaltos, (...) Bajando ya de la Sierra después de la fiesta de la Asunción, supe en el camino por carta del Padre Diego de Marquina, que vive a la Mar de Hiaqui, que el Capitán de Juan Antonio Romero de la Sierpe había llegado con la Galeota.
Nota: La Mar de Hiaqui es la desembocadura del Río Yaqui en el Golfo de California.
 (...) reventó con tanta fuerza el alzamiento de las Fronteras que obligó a salir mucha gente española a la defensa y socorro, y entre ellos fueron los que estaban apalabrados de venir conmigo a Californias con que en el mejor tiempo me faltaron; pero no por eso el conasupo desmayamos, porque cuatro españoles de la galeota ofrecieron quedarse conmigo, y el portugués Esteban Rodríguez, que salió de México conmigo ha quedado muy perseverante y corrido conmigo todos los trabajos; también se me juntó otro del Rosario y uno más de Tepagui, mis antiguos amigos y otro indezuelo de Guadalajara; y estos son los primeros conquistadores.
Llegaron pues los bastimentos precisos de alguna harina y maíces comprados; y los Padres de Hiaqui, viéndome sin carne por haber quedado toda en Galicia, me dieron de limosna treinta reses, y casi toda esa carne se embarcó en la embarcación chica. También pude embarcar un caballo, diez carneros y cuatro cabras con su macho, y cuatro lechoncitos que traje más de cien leguas lejos. (...) Estábamos aguardando solo por horas al Padre Eusebio Francisco Kino cuando recibimos carta de que por el peligro que corría Sonora por su ausencia no lo dejaban salir; conque por no perder del todo esta empresa (...) me fui a embarcar el sábado antes de la Dominica del Rosario: detúveme algunos días dentro de la Galeota, sin navegar, por varios accidentes, hasta que el día de San Francisco de Borja (10 de octubre) a la tarde salimos del puerto. 

## Ponen pie en la California
El día 11, viernes nos dimos a la vela y (...) Ya de noche refescó el aire y así el día 12, sábado, amanecimos ya a la vista de California. El viento lo tuvimos contrario el domingo y no pudimos entrar en San Bruno, y así por tanta fuerza del (viento) Sudoeste nos dejamos llevar para arriba de suerte que el lunes 14 nos hallamos a la vista de la Serranía que llaman de las Vírgenes; y por no coger más altura nos entramos en una gran bahía llamada de la Concepción. Dije misa y salté en tierra y allí comimos pithayas. No vimos gente aunque reconocimos mucho rastro fresco. Al anochecer se nos levantó un viento favorable y con el nos tiramos a la alta mar y caminamos esta noche como 20 leguas de suerte que amanecimos sobre San Bruno. El miércoles 16 a la tarde saltó en tierra Esteban Rodríguez y otros marineros y descubrieron gente. (...) bajé con el alférez y teniente don Luis Tortolero y otros marineros, llegado a tierra hice hincar a todos los Indios y besar el Santo Cristo y el Relicario de la Virgen Santísima, preguntéles por señas y media lengua por algunos de los indios mansos antiguos y nos hicieron señas de que estaban en el pueblo, convidándome a que fuera allá . . . Al caer el sol llegamos muy fatigados al antiguo Real de San Bruno fundado en una loma en la que no hallamos más que piedras caídas, todo derrumbado, entre abrojos (...) Al amanecer salimos y anduvimos por la misma vereda, vinieron en nuestra compañía algunos Indios y nos alcanzó otro que dijo que se llamaba Francisco y hablaba tal cual palabra castellana.
Mucho se desanimaron aquí los pocos conquistadores por razón del agua tan salobre, por la dificultad de desembarcar con tan poca gente y luego cargar más de media legua, hasta el Real aún por el camino más corto. En esto el Capitán Juan Antonio Romero dijo: que en otra ensenada cercana había hecho él aguada dos años antes y estaba el agua buena y dulce, y que se llamaba la Ensenada de San Dionisio, que le pareció estar todo eso verde y en una cercanía a la mar (...) habiendo dificultades por todos lados, echamos suertes y nos salió en suerte San Dionisio . . . luego que nos cayó en suerte San Dionisio, a las tres de la tarde en 17 de octubre nos dimos a la vela y dormimos arrimados a la isleta de Coronados. El día siguiente viernes llegamos temprano a la ensenada a modo de media luna, vimos desde el barco todo verde y de punta a punta viene a tener como cuatro o cinco leguas, salté a tierra con el Capitán al puesto que les pareció a los marineros que habían hecho la aguada dos años antes.
(...) Volví a bordo con esta vista muy contento, pues ya era tarde y hora de comer, y llegando a bordo empezaron los marineros a dudar de si el puesto en que saltamos a tierra era en el que habían hecho la aguada dos años antes, que aún era mejor que lo visto y quedaba por el otro extremo de la media luna. Deseosos pues de acoger el mejor puesto y siendo fácil de aclararnos la verdad, navegamos como una legua más hacia el Sur, saltamos en tierra y caminamos más de una legua, siempre arrimados a la playa y con la amenidad del monte a mano derecha, hasta que entrando en un carrizal muy dilatado llegamos a una cañada me pareció más amena que la otra y con más gentío, pero los aguajes menos buenos. Volvimos a bordo y el sábado 19 de octubre nos volvimos al puesto que habíamos dejado.

## La fundación de la Misión de Nuestra Señora de Loreto
Pronto aprendió el Padre Salvatierra la lengua de los nativos y gracias a la amabilidad con que trató a los californios, la Misión prosperó y en los siguientes siete años los jesuitas establecieron seis Misiones más a lo largo de la costa del Mar de Cortés. La Misión de Nuestra Señora de Loreto Conchó es considerada como "Cabeza y Madre de las Misiones de la Alta y Baja California". En 1704 el Padre Salvatierra fue nombrado Padre Provincial de la Compañía de Jesús, por lo que tuvo que ir a residir a la ciudad de México, pero al concluir su gestión regresó a las Misiones en Baja California.
En 1717 recibe el llamado del virrey Marqués de Valero, en el que se solicita proporcionar material para la redacción de un libro sobre la "Historia de California" que el rey Felipe V había ordenado escribir. Aun cuando estaba enfermo, el Padre Salvatierra obedeció la disposición real y salió de Loreto el 31 de marzo acompañado del Coadjutor Jaime Bravo. Al llegar a Tepic se agravaron los males que padecía de mucho tiempo atrás, siendo necesario transportarlo en camilla a Guadalajara, donde murió el 18 de julio del citado año. 
Fue sepultado en la Capilla de la Virgen de Loreto, que él mismo había mandado construir en Guadalajara, capital de la Nueva Galicia, cuando era rector del colegio jesuita de esa ciudad.

## Epílogo
El Padre Juan María de Salvatierra es considerado como apóstol de las Californias ya que fue fundador del primer asentamiento español que prosperó en ellas. El escudo oficial del estado de Baja California muestra la imagen de un misionero, en cariñoso recuerdo a la obra misional de quienes llevaron la civilización cristiana a esas tierras olvidadas.
El Padre Salvatierra escribió "Cartas sobre la conquista espiritual de Californias" (México, 1698) y "Nuevas cartas sobre Californias" (1699), ambos textos fueron usados por el padre jesuita Miguel Venegas para escribir su "Historia de Californias". En el Archivo General de la Nación (México), se conserva copia de su correspondencia epistolar.